# Stegelitz (Möckern)
Stegelitz ist eine Ortschaft und ein Ortsteil von Möckern im Landkreis Jerichower Land in Sachsen-Anhalt.

## Geografie
Stegelitz liegt sieben Kilometer nördlich vom Hauptort Möckern entfernt an der Bundesstraße 246a am westlichen Rand des Hohen Flämings. Über die Bundesstraße ist in nördlicher Richtung nach fünf Kilometern die Auffahrt Burg-Ost der Autobahn A 2 zu erreichen. Die Entfernung zur Kreisstadt Burg beträgt zehn Kilometer. Stegelitz ist umgeben von landwirtschaftlichen Flächen, die ihrerseits im Norden vom Wulfenschen und östlich vom Pabstdorfer Forst begrenzt werden. Nördlich der Ortschaft fließt von West nach Ost der Kammerforthgraben.

## Geschichte
Am Westhang des Stegelitzer Berges fand 2008 eine baubegleitende Ausgrabung statt, die Befunde des Endneolithikums, der Bronzezeit und der Römischen Kaiserzeit erbrachte. Unter der Trasse einer Baustraße lag eine ovale Verfärbung mit einer Länge von gut zwei Metern. Sie barg ein Hockergrab der Einzelgrabkultur. Der Tote war den Grabbeigaben nach zu urteilen ein erwachsener Mann. Insbesondere der schnurverzierte Becher, ließ keinen Zweifel daran aufkommen, dass hier eine Bestattung des schnurkeramischen Kreises erfasst wurde, dem in Mitteldeutschland die Periode zwischen 2750 und 2050 v. Chr. zu weisen ist.
Der Ortsname Stegelitz ist slawischen Ursprungs und wurde im Zusammenhang mit der Burgwardei Grabow erstmals 946 erwähnt. Seine erste urkundliche Erwähnung findet Stegelitz in der Urkunde über den Verkauf von Grabow durch das Domkapitel Magdeburg an den Bischof von Brandenburg aus dem Jahre 1306. Dort wird der Ort als „Parvum Stegelitz“ aufgeführt, 1525 taucht die Ortsbezeichnung „Lutke Stegelitz“ auf. Das Bistum Brandenburg gab den Stegelitzer Besitz den Grafen Lindau zum Lehen, die den Besitz jedoch an die Familie Wulffen auf Grabow verlieh. Anfang des 15. Jahrhunderts wurden Teilen des Lehens an die Familien von Rosenberg und von Byern vergeben. Letztere verliehen ihren Anteil an das Kloster Plötzky. Im Jahre 1545 gingen die Wulffenschen Anteile in den Besitz der Familie von Plotho über und 1566 erwarb Lippold von Arnim zu Brandenstein den Rosenbergschen Anteil. 1721 wurde der gesamte Besitz Stegelitz von Werner von Wulffen auf Pietzpuhl erworben.
Nachdem infolge des Dreißigjährigen Krieges die Bistümer Brandenburg und Magdeburg säkularisiert wurden, kam Stegelitz 1680 unter preußische Oberherrschaft und wurde dem Amt Möckern im Jerichower Kreis unterstellt. Nach der preußischen Verwaltungsreform von 1815 wurde der Ort in den Landkreis Jerichow I eingegliedert.
Bis Ende des 19. Jahrhunderts lag Stegelitz abseits der großen Verkehrswege. 1896 wurde Stegelitz an die Kleinbahnstrecke Burg – Groß Lübars angeschlossen, gleichzeitig wurde die Chaussee Burg – Möckern fertiggestellt. Nach wie vor prägte die Landwirtschaft den Ort. Seit 1850 war der Gutsbesitzer Meißner größter Bewirtschafter. Er ließ ein zweigeschossiges, schlossähnliches Herrenhaus bauen, das er nach vierjähriger Bauzeit 1896 bezog. Nach seinem Konkurs ging das Gut 1935 in den Besitz der Siedlungsgenossenschaft „Bauernhof“ über. Diese zog Siedler aus vielen Teilen Deutschlands an, sodass die Zahl der Einwohner von 400 um 1930 auf 529 im Jahr 1939 anstieg.
Als nach der Gründung der DDR die Kollektivierung der Landwirtschaft zwangsweise durchgesetzt wurde, verließen viele Bauern Stegelitz, die Zurückgebliebenen wurden Mitglieder der Landwirtschaftlichen Produktionsgenossenschaft. Anfang 1962 gab es im Ort keine private Landwirtschaft mehr. Durch die Gebietsreform von 1952 war Stegelitz in den Kreis Burg eingegliedert worden. 1965 wurde die Kleinbahnstrecke nach Burg stillgelegt. Die Einwohnerzahl belief sich im Jahre 1973 auf 470.
Nach der politischen Neuordnung im Zuge der deutschen Wiedervereinigung kam Stegelitz zum neu gebildeten Landkreis Jerichower Land mit der Kreisstadt Burg. Mit Hilfe von Fördermitteln wurde die Infrastruktur saniert, es entstand ein Gewerbegebiet, auf dem sich mehrere Betriebe ansiedelten und neue Landwirtschaftsbetriebe wurden gegründet. Am 1. Januar 2002 wurde Stegelitz in die Stadt Möckern eingemeindet.

## Politik
Ortsbürgermeister ist Gerd Bathge.

### Wappen
| Wappen von Stegelitz | Blasonierung: „In Gold ein blauer Wellschrägbalken, oben ein natürlicher Stieglitz, auf einem schwarzen Ast mit goldenem runden Astende sitzend, unten ein schrägrechts schwebender schwarzer Spaten.“ |
| Wappen von Stegelitz | Wappenbegründung: Sowohl der Stieglitz als auch der Spaten nehmen Bezug auf die Ortsgeschichte. Der Stieglitz ist vermutlich abgeleitet von den „Leuten von der Stege“ – den Torfstechern, die wohl dem Ort seinen Namen gaben. Der abgebildete Spaten verweist wiederum auf das Torfstechen. Der Torf entstand in dem morastigen Gebiet des Kammerforthgrabens, der als Schrägbalken auf dem Wappen dargestellt ist. Das Wappen wurde von der Coswiger Grafikerin Ursula Wulfert gestaltet. Der ursprüngliche Wappenentwurf stammt von dem Burger Diplom-Historiker und Heraldiker Gerhard Milde. Der Entwurf unterschied sich in der Blasonierung lediglich bezüglich der Lage und Tingierung (Farbgebung) des Spatens. In der konkreten grafischen Ausführung auch hinsichtlich der natürlichen Farbgebung des Stieglitzes. |

### Flagge
Die Flagge ist blau – gelb (1:1) gestreift (Querform: Streifen waagerecht verlaufend, Längsform: Streifen senkrecht verlaufend) und mittig mit dem Wappen belegt.
Die Flagge wurde von dem Magdeburger Kommunalheraldiker Jörg Mantzsch gestaltet.

## Sehenswürdigkeiten

### Sankt-Petri-Kirche

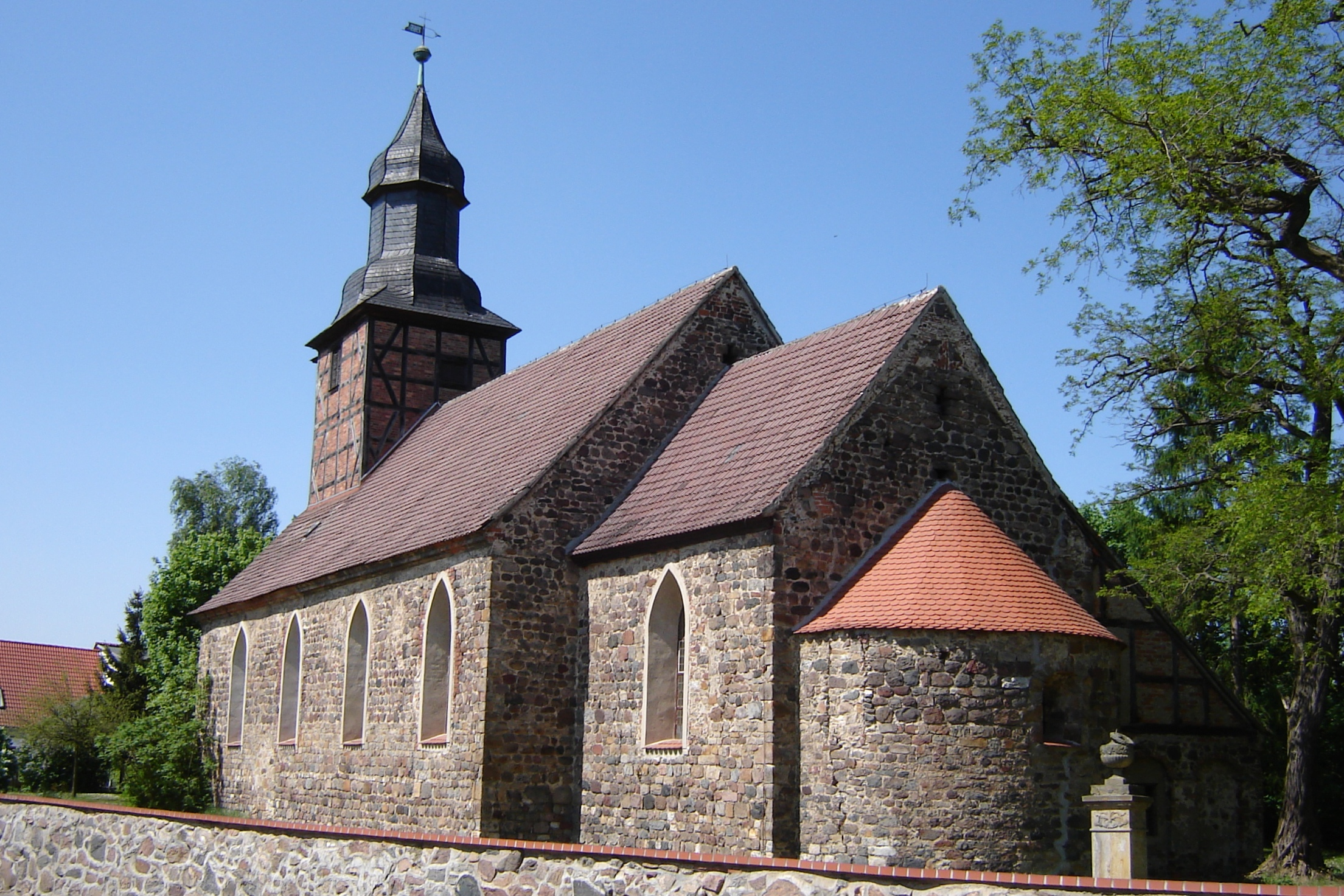
St.-Petri-Kirche von Südosten

Im Zentrum des Ortes steht die zur „Straße der Romanik“ gehörende evangelische Sankt-Petri-Kirche. Das Gebäude besteht aus Feldsteinsaal, dem im Osten ein quadratischer Chorraum und eine halbkreisförmige Apsis, jeweils breitenmäßig abgesetzt, angefügt sind. Sein Ursprung geht bis in die Spätromanik des 12. Jahrhunderts zurück.